# Lycium afrum
Lycium afrum är en potatisväxtart som beskrevs av Carl von Linné. Lycium afrum ingår i släktet bocktörnen, och familjen potatisväxter. Inga underarter finns listade i Catalogue of Life.

## Bildgalleri

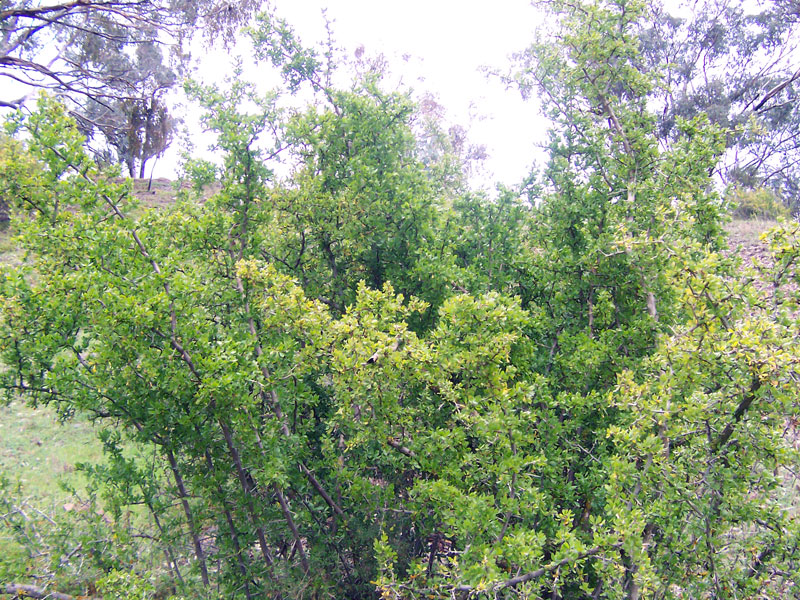
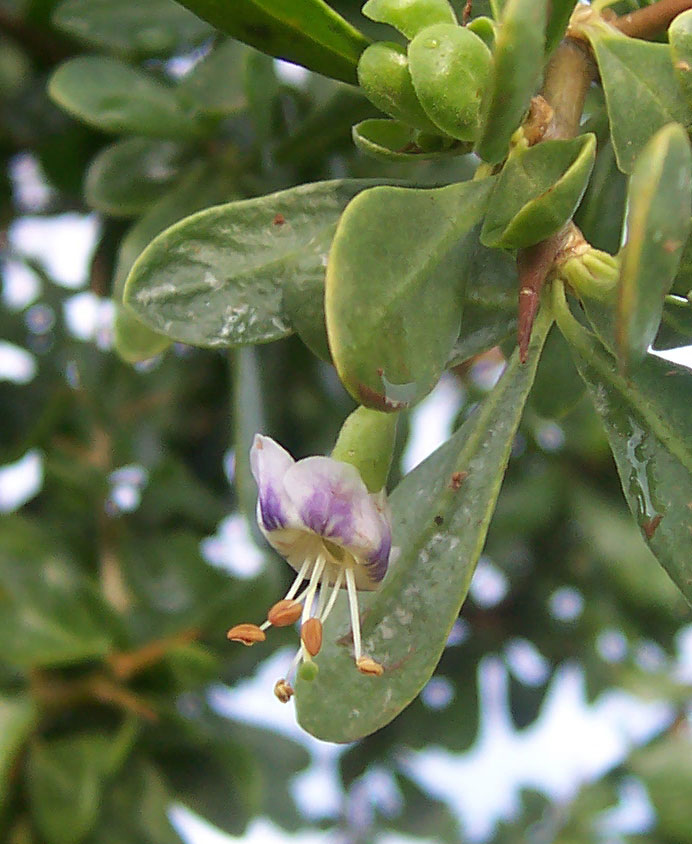
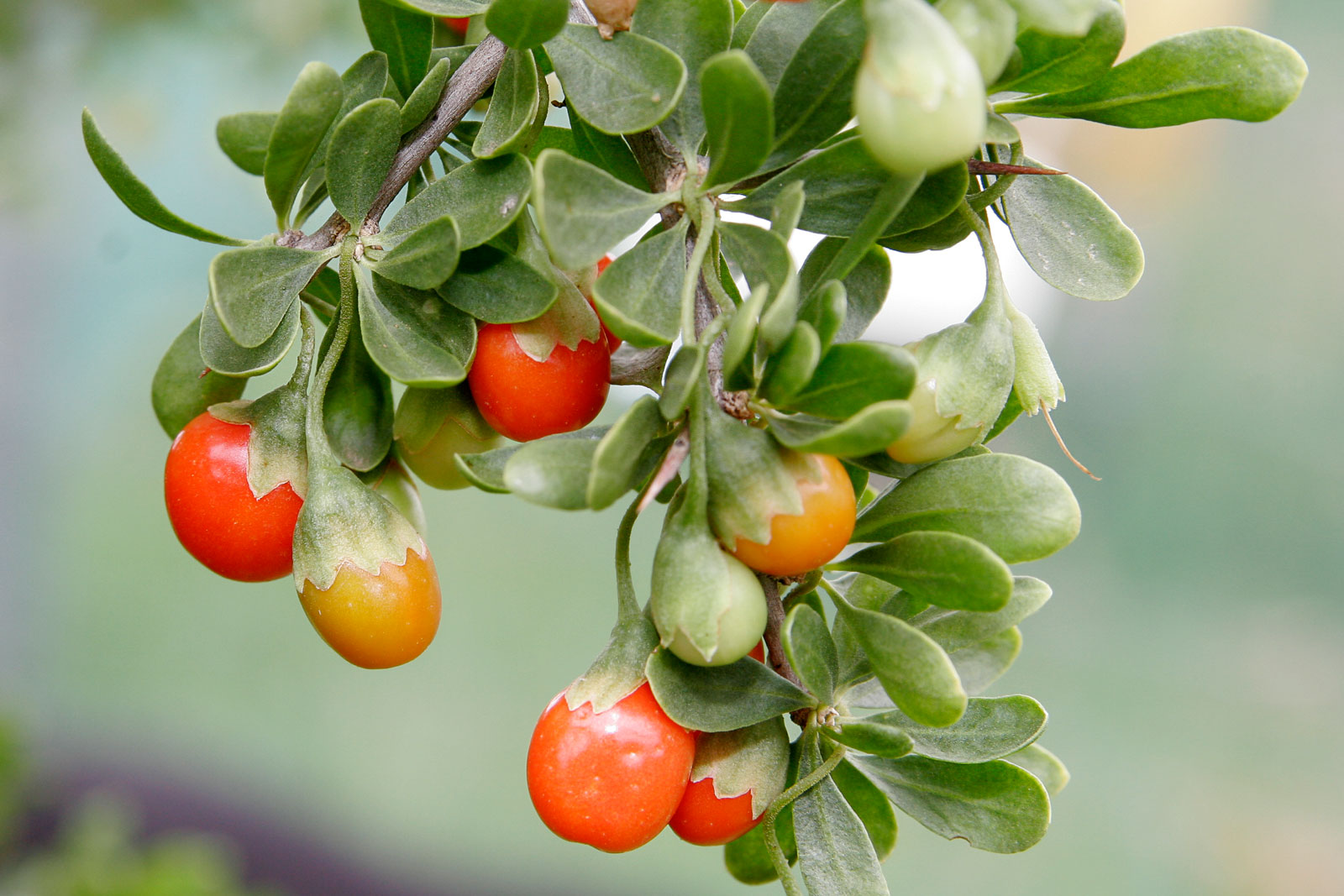
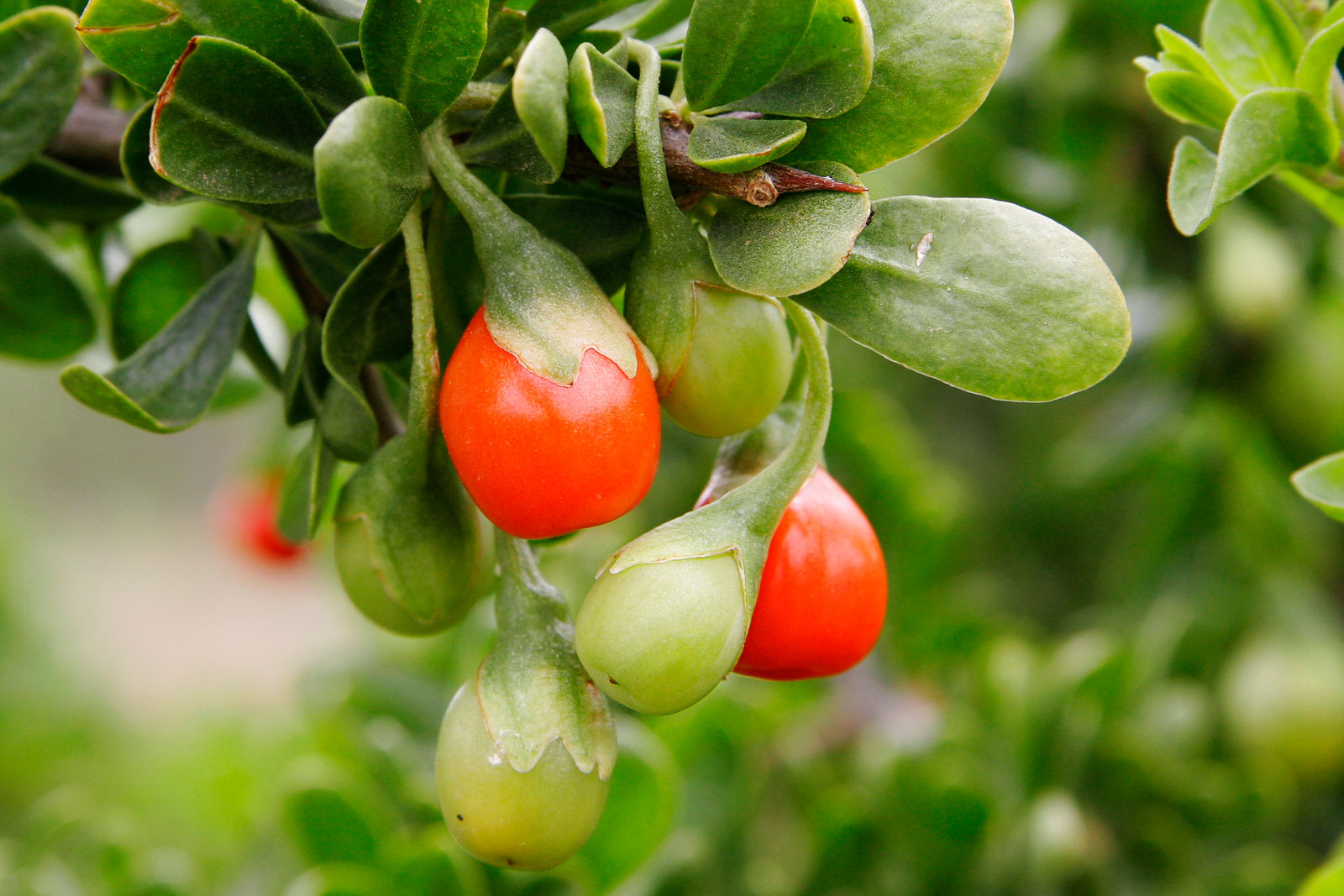
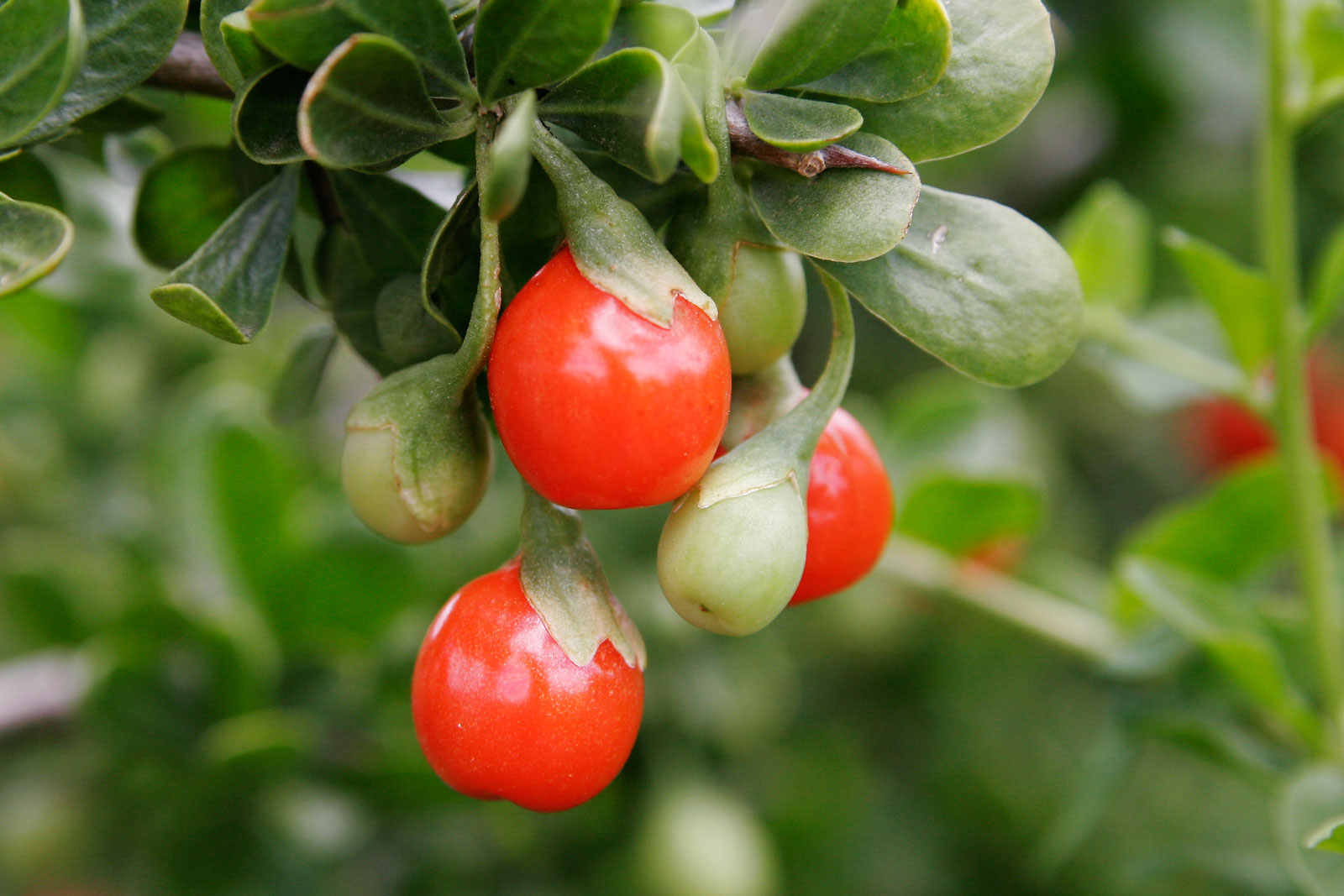
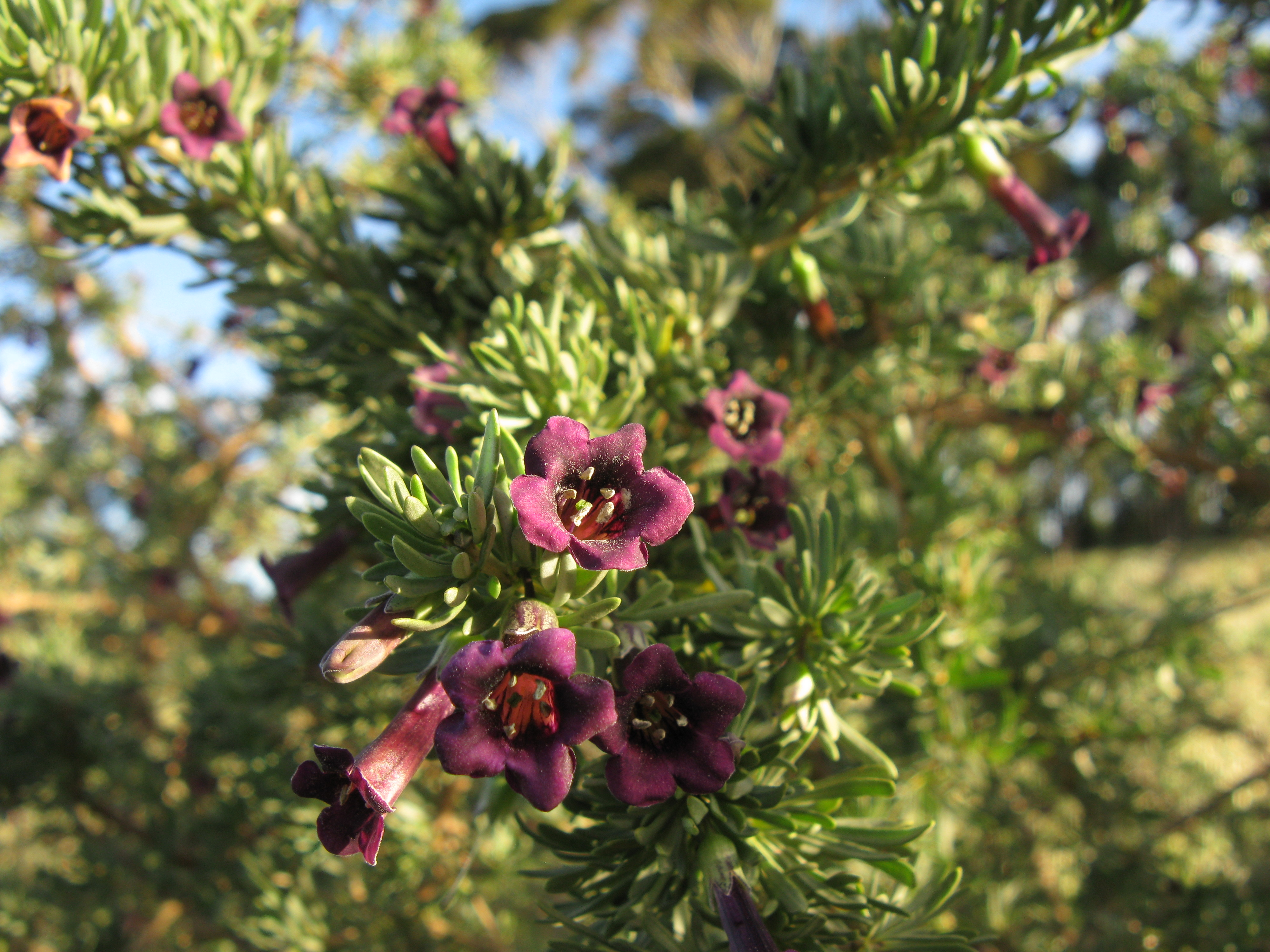